# Hokejkový graf

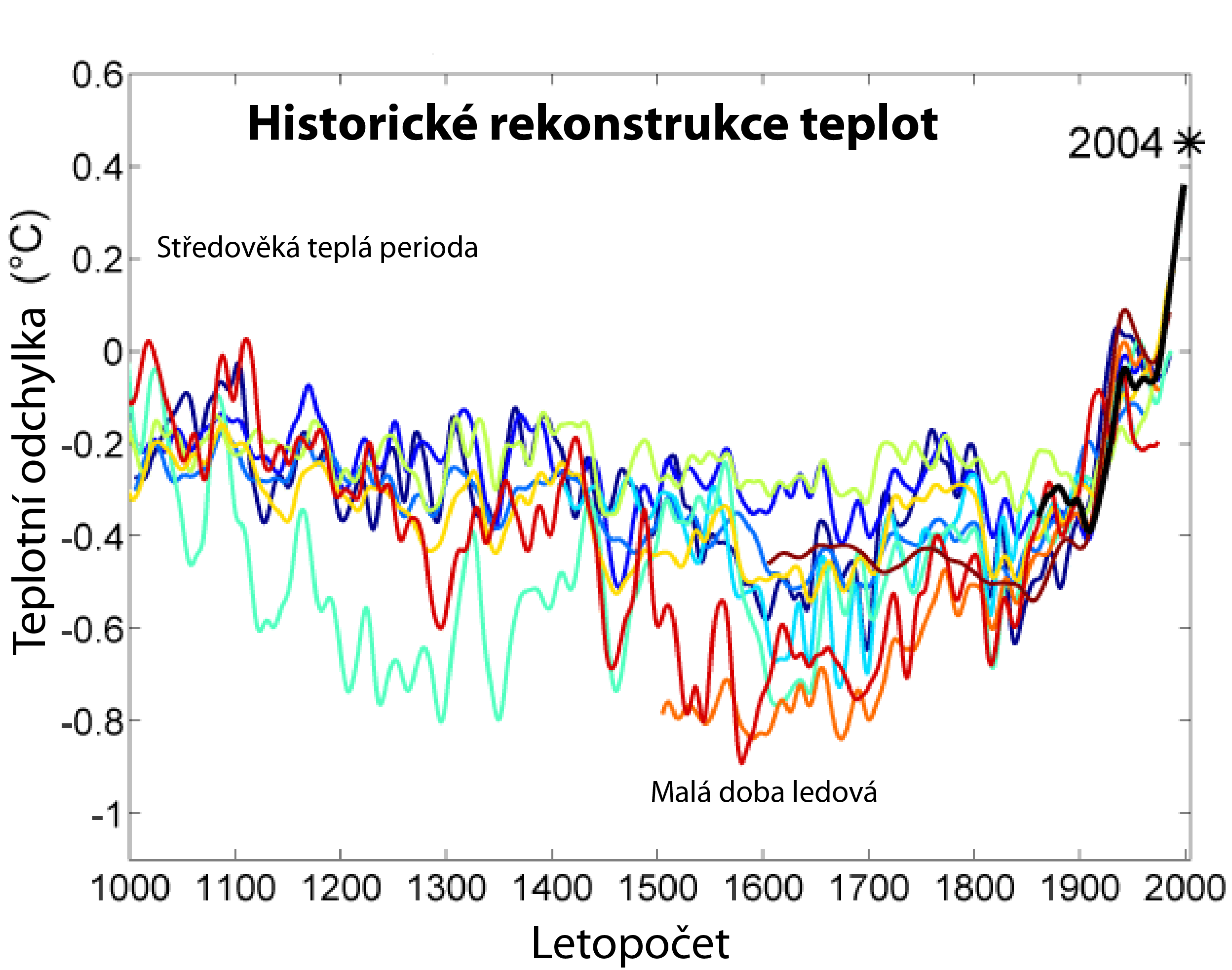
Vybrané rekonstrukce teplot, publikované v letech 1998 až 2005.

Hokejkový graf je přezdívka, kterou dostal graf rekonstrukce průběhu teplot z proxy dat za posledních 500 až 2000 let. Tyto rekonstrukce ukázaly relativně lineární průběh teplot od středověku až do roku 1900 a poté náhlý vzestup, kde instrumentální záznamy teplot v roce 2000 překročily všechny předchozí rekonstrukce teplot za toto období. Termín hokejka použil poprvé Jerry Mahlman, když popisoval graf z práce Mann, Bredley a Hughes 1999 (často známé pod zkratkou MBH99) s tím, že relativně lineární část grafu od středověku do roku 1900 připomíná hůl hokejky, zatímco náhlý nárůst v posledních letech připomíná její čepel. Tato rekonstrukce byla použita ve zprávách IPCC jako důkaz současného globálního oteplování. Různé skupiny lidí začaly tento graf zpochybňovat a tím zpochybňovat celé výzkumy globálního oteplování.

## Východiska a historie sporu
Koncept výzkumu historických klimatických dat z varev v jezerních usazeninách a z letokruhů vznikl ve 30. letech 20. století. První, kdo přišel s myšlenou zkoumat teploty v minulosti byl Hubert Lamb, jeden z prvních paleoklimatologů, který publikoval výzkum na základě údajů z botaniky, z výzkumu historických dokumentů a meteorologických dat. Podle jeho výzkumů bylo období 1000–1200 teplé a bylo následováno studeným obdobím v letech 1500–1700. Teplé středověké období bylo označeno Středověká teplá perioda, studené období Malá doba ledová.
Lambovy výzkumy byly základem "schematického diagramu" v První hodnotící zprávě IPCC z roku 1990. Bradley a Jones vyvinuli v roce 1993 metodu "Composite Plus Scaling" (CPS), která byla použita ve většině pozdějších teplotních rekonstrukcí ve velkých měřítcích. Jejich studie byly použity v Druhé hodnotící zprávě IPCC.
V roce 1998 vyvinuli Michael E. Mann, Raymond S. Bradley a Malcolm K. Hughes nové statistické techniky, které vyústili v práci MBH98 Výsledkem byl graf předpokládaných teplot od roku 1400 s vyznačením nejistot. Čím více do minulosti, tím byly nejistoty větší. Jones nezávisle na této studii vytvořil rekonstrukci, která sahala 1000 let zpět a o rok později Mann rozšířil svoji studii zpět až do roku 1000. Tato je často citována jako pod zkratkou MBH99.
Upravená verze grafu ze studie MBH99 měla prominentní pozici v Třetí hodnotící zprávě IPCC spolu s grafem Jonese z roku 1998 a třemi dalšími rekonstrukcemi teplot jako podklad tvrzení, že na Severní polokouli byla 90. léta 20. století pravděpodobně nejteplejší dekáda a rok 1998 nejteplejší rok za posledních 1 000 let. Graf se stal terčem útoků těch, kteří nesouhlasili s tvrzením IPCC, že oteplení na konci 20. století bylo výjimečné. Toto bylo v době, kdy měl být ratifikován Kjótský protokol.
Jako reakce na studii MBH99 vyšel v časopise Climate Research článek autorů Soon a Baliunas, který zjištění studie MBH99 popíral a ukazoval, že středověké teploty byly vyšší, než teploty na konci 20. století. Tento článek byl použit ve vystoupeních v americkém Senátu proti ratifikaci Kjótského protokolu. Po vyjití článku (Soon a Baliunas) vznikla diskuse o kvalitě článku, které měl podle některých základní metodologické chyby. Diskuse skončila tím, že hlavní editoři časopisu uznali, že recenzní proces časopisu selhal a vzdali svých funkcí. Závěry studie MBH98 a MBH99 se ale dočkaly i další kritiky:
- V roce 2003 Stephen McIntyre a Ross McKitrick kritizovali data použitá v MBH98.[19]
- V roce 2004 publikoval Hans von Storch kritiku statistických metod, použitých ve studii MBH99. Zejména upozornil, že Mann podcenil velikost teplotních výkyvů a vymazal malou dobu ledovou z historie neprávem.[20] později však uznal, že ve skutečnosti tato nepřesnost má malý vliv.[21]
- V roce 2005 McIntyre a McKitrick publikovali další kritiku metodologie, použité ve studiích MBH98 a MBH99.[22] S jejich závěry někteří vědci nesouhlasili.[10][23]

Politické spory o globální oteplování vedly k ustavení panelu vědců v rámci Národního výboru pro vědu. Panel vedl Gerald North. Tento panel v roce 2006 konstatoval, že vzhledem k nepřesnosti měření je neprůkazné Mannovo tvrzení, že rok 1998 byl nejteplejší za tisíc let. Toto tvrzení bylo proto vypuštěno z příští zprávy klimatického panelu OSN (AR4, 2007). Panel poukázal na chyby v používání některých statistických metod. Panel podpořil názor, že je nejtepleji za 500 let, tedy nejtepleji od malé doby ledové.
Předseda Výboru pro obchod a energetiku Sněmovny reprezentantů inicioval v roce 2006 vypracování tzv. Wegmanovy zprávy – tu vypracoval statistik Edward Wegman se svým studentem Yasminem H. Saicem a statistikem Davidem W. Scottem, z nichž nikdo neměl zkušenosti s klimatologií či jinými fyzikálními vědami. Wegmannova zpráva byla zveřejněna 14. července 2006 ve Wall Street Journal a posléze byla projednávána ve výborech Sněmovny reprezentantů koncem července 2006. Zpráva nebyla řádně recenzována. Zopakovala tvrzení McIntyre a McKitricka o statistických chybách ve studiích MBH, ale nekvantifikovala, zda by oprava těchto chyb měla významnější vliv na výsledek zprávy. Zpráva zahrnovala analýzu sociálních sítí, aby zpochybnila nezávislost recenzního procesů Mannových prací. Tato analýza sociálních sítí byla ale později zpochybněna a byly v ní dokonce nalezeny prvky plagiarismu.
Čtvrtá hodnotící zpráva IPCC z roku 2007 uvádí 14 rekonstrukcí, z toho 10 pokrývá 1 000 let či více.. Od té doby vzniklo 12 dalších rekonstrukcí, včetně Mann 2008. V roce 2014 již existuje více než 25 různých studií, které s použitím různých statistických metod a kombinací proxy dat.